# Givrand
Givrand é uma comuna francesa na região administrativa da Pays de la Loire, no departamento de Vendéia. Estende-se por uma área de 11,69 km². Em 2010 a comuna tinha 2 275 habitantes (densidade: 194,6 hab./km²).